# Boris Alexejewitsch Wassiljew
Boris Alexejewitsch Wassiljew (russisch Борис Алексеевич Васильев; * 15. Januar 1937 in Moskau; † 18. Juni 2000 ebenda) war ein sowjetischer Radrennfahrer und nationaler Meister im Radsport.

## Sportliche Laufbahn
Wassiljew war Bahnradsportler. Er war Teilnehmer der Olympischen Sommerspiele 1960 in Rom.
Im Tandemrennen holte er mit Wladimir Leonow die Bronzemedaille. Im Sprint schied er in den Vorläufen aus.
Wassiljew gewann mehrere nationale Titel im Bahnradsport. 1959 und 1965 siegte er in der Meisterschaft im Tandemrennen, 1958 im Teamsprint. 1959 und 1964 wurde er Vize-Meister im 1000-Meter-Zeitfahren und in der Mannschaftsverfolgung. Dritter der Meisterschaft im Sprint wurde er 1959 und 1960.

## Berufliches
Nach seiner aktiven Laufbahn arbeitete er als Trainer im Radsport und in der Leichtathletik. 1980 und 1988 betreute er als Nationaltrainer die sowjetischen Bahnfahrer bei den Olympischen Sommerspielen.